# Asociación Deportiva Francesa
La Asociación Deportiva Francesa es un club argentino de rugby y hockey sobre césped. Está ubicado en la localidad de Del Viso, km 42.5 de la Ruta Panamericana por el acceso a Pilar, provincia de Buenos Aires.

## Historia
Pedro Bonifacio Palacios, más conocido por su seudónimo de “Almafuerte”, escribió hacia fines del siglo pasado: "Si te postran diez veces te levantas/ Otras diez, otras cien, otras quinientas…/ No han de ser tus caídas tan violentas/ Ni tampoco, por ley, han de ser tantas.”
Tal parecería ser la filosofía con la cual la gente de la “dha venido enfrentándose a la adversidad desde que allá por 1912, en un sótano de Paseo Colón y Garay, un grupo de franceses, hijos de franceses y argentinos ligados afectivamente a la comunidad gala, dieron nacimiento al club: “Sportive Française”, con el objetivo de estrechar los lazos de amistad franco – argentina a través del deporte.
No pasaría mucho tiempo para que estos hombres se enfrentaran por primera vez a circunstancias adversas. La sombra de la Primera Guerra Mundial ensombrecería la práctica deportiva entre los años 1914 y 1920; su repercusión afectaría particularmente a las comunidades extranjeras cuyas patrias habían quedado involucradas en el conflicto.

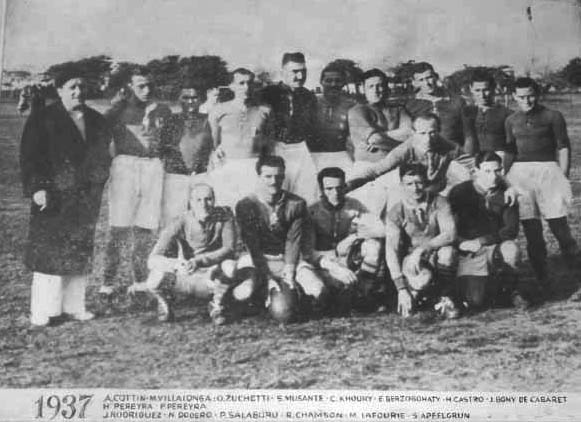
Equipo de 1937.

Llegado el año ’20, el club trasladó su campo de deportes a un predio ubicado entra la Av. del Libertador y el Río de la Plata, frente a la estación Vicente López. Un año después, una terrible inundación arrasó con todas las instalaciones deportivas, y nuevas crecidas en los años siguientes hicieron aún más difícil la ardua tarea de reconstrucción. Aun así, la “depo” no deja de participar en ninguno de los torneos organizados por la Unión entre 1920 y 1930, en una conjunción de canchas anegadas y jugadores abnegados, liderando inclusive al campeonato de Segunda de Ascenso del ’26.
La década del ’30 se inicia con el ascenso del club a primera división en 1931, en la cual habrá de desempeñarse solo por un año, para volver a ella en 1936, aunque tampoco por mucho tiempo. En 1938, como consecuencia de las dificultades políticas por las que atraviesa Francia, se generan enfrentamientos entre las distintas corrientes de opinión que resultan insalvables, y llevan a muchos socios a pedir su pase a otros clubes. Este principio de desconcentración social alcanzó a tal nivel que llegó a temerse la disolución de la institución. Fue tal vez gracias a la comprensión de la importancia del desafío por parte de dos socios fundadores, Barnetche y Lizalde, y esa voluntad de superar la adversidad que ya comenzaba a tomar visos históricos para la gente de Deportiva Francesa, que un año después el club se poblaba nuevamente de asociados.

## Seleccionados surgidos de Deportiva Francesa
- Juan Martín Hernández (2001-03)[1][2]
- Rodrigo Roncero (-2002)[1][3][4]
- Ignacio Mieres
- José Javier Fernández[1]
- Rubén Castro[1]
- Mario Carluccio[1][5][6][7]
- Enrique Bianchetti[1]
- Enrique Mitchelstein[1]
- Raúl Pesce[1]
- Jorge Pulido[1]
- Juan Luis Guidi[1]